# Сантисук Интавонг
Сантисук Интавонг (романизовано Santisouk Inthavong; Вијентијан, 2. септембар 1999) лаоски је пливач чија специјалност су трке слободним и леђним стилом. Национални је првак и рекордер и учесник Олимпијских игара.

## Спортска каријера
Интавонг је дебитовао на светским првенствима са непуних 16 година, у Казању 2015, где је пливао у квалифкационим тркама на 50 слободно (98) и 50 леђно (65. место). Такмичио се и на наредна два светска првенства у великим базенима, у Будимпешти 2017. (105. на 50 слободно и 51. на 50 леђно) и Квангџуу 2019. (109. на 50 слободно и 67. на 50 леђно).
Такмичио се и на светском првенству у малим базенима у Хангџоуу 2018. године.
Био је једини члан лаоског олимпијског пливачког тима на ЛОИ 2016. у Рију, где је пливао у квалификацијама трке на 50 слободно, које је окончао на 69. месту у конкуренцији 85 пливача. Његов резултат од 26,54 секунде био је нови национални рекорд Лаоса у тој дисциплини.